# تشاي قوشان بزرغ
تشاي قوشان بزرغ (بالفارسية: چای‌قوشان بزرگ) هي قرية تقع في غلستان في إيران. يقدر عدد سكانها بـ 2,680 نسمة .